# Биатлон на зимней Универсиаде 2013
Соревнования по биатлону в рамках зимней Универсиады 2013 года прошли с 13 по 20 декабря в местечке Валь-ди-Фьемме провинции Трентино. Было разыграно 9 комплектов наград.

## Результаты

### Мужчины
| Дисциплина                                   | Золото                      | Золото  | Серебро                      | Серебро | Бронза                       | Бронза  |
| -------------------------------------------- | --------------------------- | ------- | ---------------------------- | ------- | ---------------------------- | ------- |
| 10 км спринт Финишный протокол               | Миланко Петрович · Сербия   | 25:29.5 | Виталий Кильчицкий · Украина | 25:33.0 | Дмитрий Пидручный · Украина  | 25:38.2 |
| 12,5 км преследование Финишный протокол      | Александр Печёнкин · Россия | 35:09.9 | Сергей Клячин · Россия       | 35:10.3 | Алексей Альмуков · Австралия | 35:10.7 |
| 15 км масс-старт                             | Дмитрий Пидручный · Украина | 39:00.8 | Томаш Крупчик · Чехия        | 39:29.2 | Дмитрий Елхин · Россия       | 39:31.3 |
| 20 км индивидуальная гонка Финишный протокол | Сергей Клячин · Россия      | 51:56.7 | Александр Мингалев · Россия  | 53:28.0 | Миланко Петрович · Сербия    | 53:36.1 |

### Женщины
| Дисциплина                                   | Золото                               | Золото  | Серебро                              | Серебро | Бронза                    | Бронза  |
| -------------------------------------------- | ------------------------------------ | ------- | ------------------------------------ | ------- | ------------------------- | ------- |
| 7,5 км спринт Финишный протокол              | Вероника Новаковская-Жемняк · Польша | 22:44.8 | Моника Хойниш · Польша               | 22:55.4 | Татьяна Семёнова · Россия | 23:31.2 |
| 10 км преследование Финишный протокол        | Вероника Новаковская-Жемняк · Польша | 33:05.6 | Моника Хойниш · Польша               | 33:31.7 | Татьяна Семёнова · Россия | 33:46.3 |
| 12,5 км масс-старт                           | Йитка Ландова · Чехия                | 38:41.8 | Вероника Новаковская-Жемняк · Польша | 38:42.0 | Ирина Варвинец · Украина  | 39:37.8 |
| 15 км индивидуальная гонка Финишный протокол | Наталия Прекопова · Словакия         | 47:38.9 | Вероника Новаковская-Жемняк · Польша | 47:53.5 | Йитка Ландова · Чехия     | 48:00.2 |

### Смешанные соревнования
| Дисциплина                                   | Золото                                                                            | Золото    | Серебро                                                                         | Серебро   | Бронза                                                             | Бронза    |
| -------------------------------------------- | --------------------------------------------------------------------------------- | --------- | ------------------------------------------------------------------------------- | --------- | ------------------------------------------------------------------ | --------- |
| Эстафета 2×6 км + 2×7,5 км Финишный протокол | Россия · Лариса Кузнецова · Татьяна Семёнова · Сергей Клячин · Александр Печёнкин | 1:18:25.6 | Украина · Ирина Варвинец · Яна Бондарь · Виталий Кильчицкий · Дмитрий Пидручный | 1:19:54.5 | Чехия · Йитка Ландова · Кристина Черна · Михал Зак · Томаш Крупчик | 1:20:58.2 |

## Медальный зачёт в биатлоне
| Место | Страна    |   |   |   | Всего |
| ----- | --------- | - | - | - | ----- |
| 1     | Россия    | 3 | 2 | 3 | 8     |
| 2     | Польша    | 2 | 4 | 0 | 6     |
| 3     | Украина   | 1 | 2 | 2 | 5     |
| 4     | Чехия     | 1 | 1 | 2 | 4     |
| 5     | Сербия    | 1 | 0 | 1 | 2     |
| 6     | Словакия  | 1 | 0 | 0 | 1     |
| 7     | Австралия | 0 | 0 | 1 | 1     |